# APStar 9
APStar 9 ist ein kommerzieller Kommunikationssatellit der Firma APT Satellite aus Hongkong. Er wurde am 15. Oktober 2015 mit einer Langer Marsch-3-Trägerrakete vom Kosmodrom Xichang in eine geostationäre Umlaufbahn gebracht und soll den 1998 gestarteten APstar 9A ersetzen.
Der dreiachsenstabilisierte Satellit ist mit 14 Ku-Band- und 32 C-Band-Transpondern ausgerüstet und versorgt von der Position 142,0° Ost aus Teile Asiens und des Pazifik mit Telekommunikationsdienstleistungen. 
Die Ku-Band-Transponder wurden speziell für die Breitbandkommunikation zu Schiffen und Flugzeugen in der West-Pazifik-Region und in Gebieten im Bereich des Indischen Ozeans entwickelt. Das C-Band mit zwei breiten Übertragungsbereichen wird für Fernsehübertragungen und Breitbandkommunikation eingesetzt. Ein Teil der C-Band-Übertragungskapazität wird an die malaysische TS Global Network für ihr Very Small Aperture Terminal (VSAT) verleast und wird als MySat-1 vermarktet. Der Satellit wurde von der Chinesischen Akademie für Weltraumtechnologie auf Basis ihres Satellitenbusses DFH-4 gebaut und besitzt eine geplante Lebensdauer von 15 Jahren. Der Preis für Entwicklung und Start des Satelliten betrug 211 Millionen Dollar. Das Bodensegment zur Überwachung und Steuerung von APStar 9 entwickelte das Forschungsinstitut für Bahnverfolgungs- und Kommunikationstechnik des damaligen Generalkommandos Satellitenstarts, Bahnverfolgung und Steuerung (中国卫星发射测控系统部) beim Hauptzeugamt der Volksbefreiungsarmee.